# Субботина, Евгения Дмитриевна
Евгения Дмитриевна Субботина (по мужу Козловская) (1853, с. Подворгольское, Орловская губерния — после 1930, Москва) — русская революционерка, народница.
Дочь Софьи Александровны Субботиной, сестра Надежды и Марии Субботиных — русских революционерок, народниц.

## Биография
Дворянка Орловской губернии, дочь штабс-капитана в отставке, землевладельца Орловской губернии Дмитрия Павловича Субботина и дочери московского профессора Софьи Александровны (в девичестве Иовской). Родилась в 1853 году в с. Подворгольском (Елецкий уезд Орловская губерния).
В 1868 году поступила в Московскую 1-ю женскую гимназию, которую окончила в 1872 году. По окончании гимназии с А. Топорковой и сестрой Марией выехала в Цюрих (Швейцария), где поступила на естественный факультет Цюрихского университета. Познакомилась с П. Л. Лавровым и русскими студентками, работала наборщицей в народническом журнале «Вперёд», вошла в женский кружок «Фричей».
Вследствие запрещения русским правительством учиться в Цюрихе, переехала в 1873 году в Женеву, а потом — в Париж.
В августе 1874 года вернулась из-за границы в Россию; жила в имении своих родителей в с. Беломестном (Курская губерния). В конце 1874 года переехала в Москву. В феврале 1875 года принимала участие в выработке устава «Всероссийской социально-революционной организации», жила в Москве и вела среди рабочих противоправительственную пропаганду.
Летом 1875 года выехала в Петербург для оказания помощи арестованной матери Софье Александровне Субботиной.
Вернулась в Москву в августе 1875 года вместе с М. Овчинниковым и типографским шрифтом.
Арестована 13 августа 1875 года на квартире А. Гамкрелидзе, доставлена в жандармское управление и после допроса отпущена. Получив на другой день свой багаж, уничтожила шрифт и после вторичного допроса была снова арестована. Содержалась под стражей в Москве в помещениях полицейских частей (Басманной, Городской, Серпуховской); в последней заболела дизентерией и была переведена в больницу, где пробыла несколько месяцев.
Отправлена в Петербург и содержалась в Доме предварительного заключения. Привлечена по двум дознаниям: по делу о пропаганде в империи (Процесс ста девяноста трёх) и по делу о противоправительственной пропаганде (Процесс пятидесяти). По Высочайшему повелению 19 февраля 1876 года по первому делу освобождена от наказания за недостатком улик, а по второму — предана 30 ноября 1876 года суду Особого Присутствия Правительствующего Сената по обвинению в составлении противозаконного сообщества и в участии в нём (Процесс пятидесяти).
Признана 14 марта 1877 года виновной и приговорена к лишению всех прав и к ссылке в Иркутскую губернию с воспрещением всяких отлучек в течение 4 лет и затем выезда в другие губернии и области в течение 12 лет. По Высочайшему повелению 14 августа 1877 года лишена прав. После приговора отправлена в Литовский замок в Петербурге, где оставалась по болезни до лета 1878 года.
Отправлена в Сибирь 2 августа 1878 года в распоряжение Тюменского приказа о ссыльных. Доставлена в Тюмень 17 августа 1878 года водворена в с. Тункинское (Иркутская губерния). Пыталась 28 января 1879 года совершить побег, задержана в Иркутске 29 января 1879 года. Признанная генерал-губернатором виновной в самовольной отлучке, подвергнута 7-дневному аресту при Иркутском тюремном замке, а затем выслана в Верхоленск (Иркутская губерния) с учреждением за ней особого надзора полиции.
В 1882 и 1883 годах ходатайства её родственников о переводе её на житье в Томск в виду болезненного состояния были отклонены. Подвергалась в Верхоленске несколько раз обыскам вследствие доносов уголовников. В 1881 году переведена в Иркутск, где жила с В. Александровой-Натансон. Принимала вместе с ней участие в денежной помощи и в организации побегов Е. Брешко-Брешковской из Баргузина и Е. Ковальской и С. Богомолец из Иркутской тюрьмы, вследствие чего снова выслана в Верхоленск.
1 июня 1884 года вступила в брак с ссыльнопоселенцем Владиславом Козловским.
По Высочайшему повелению 5 мая 1884 года, последовавшему по ходатайству Особого совещания, переведена в разряд сосланных на житьё в Томскую губернию. В мае 1885 года выбыла из Иркутска в Томск. В феврале 1888 года ездила в Минусинск к больной матери.
По Высочайшему повелению 29 марта 1889 года освобождена от дальнейшего пребывания в ссылке с восстановлением утраченных по суду прав с тем, чтобы она была водворена под гласный надзор полиции в избранном месте жительства вне местностей, объявленных на положении усиленной охраны, на 5 лет.
Выехала из Томска в мае 1889 года в Варшаву к мужу.
В 1891 и 1892 годах ходатайства её о снятии надзора были отклонены.
После смерти мужа, в сентябре 1892 года разрешено жительство в Орле, а по Высочайшему повелению 22 ноября 1892 года освобождена от гласного надзора полиции с предоставлением ей права повсеместного жительства под негласным надзором полиции.
Член Всесоюзного общества бывших политкаторжан и ссыльнопоселенцев.

## Муж
- Владислав Козловский — поляк, член партии «Пролетариат», сослан в Верхоленск (Иркутская губерния) в 1880-х годах (?).

## Литературные труды
- Е. Субботина. На революционном пути. М., 1928.
- Е. Козловская-Субботина, «Каторга и ссылка» 1929, V (54), 202 (Письмо в редакцию).